# Fax

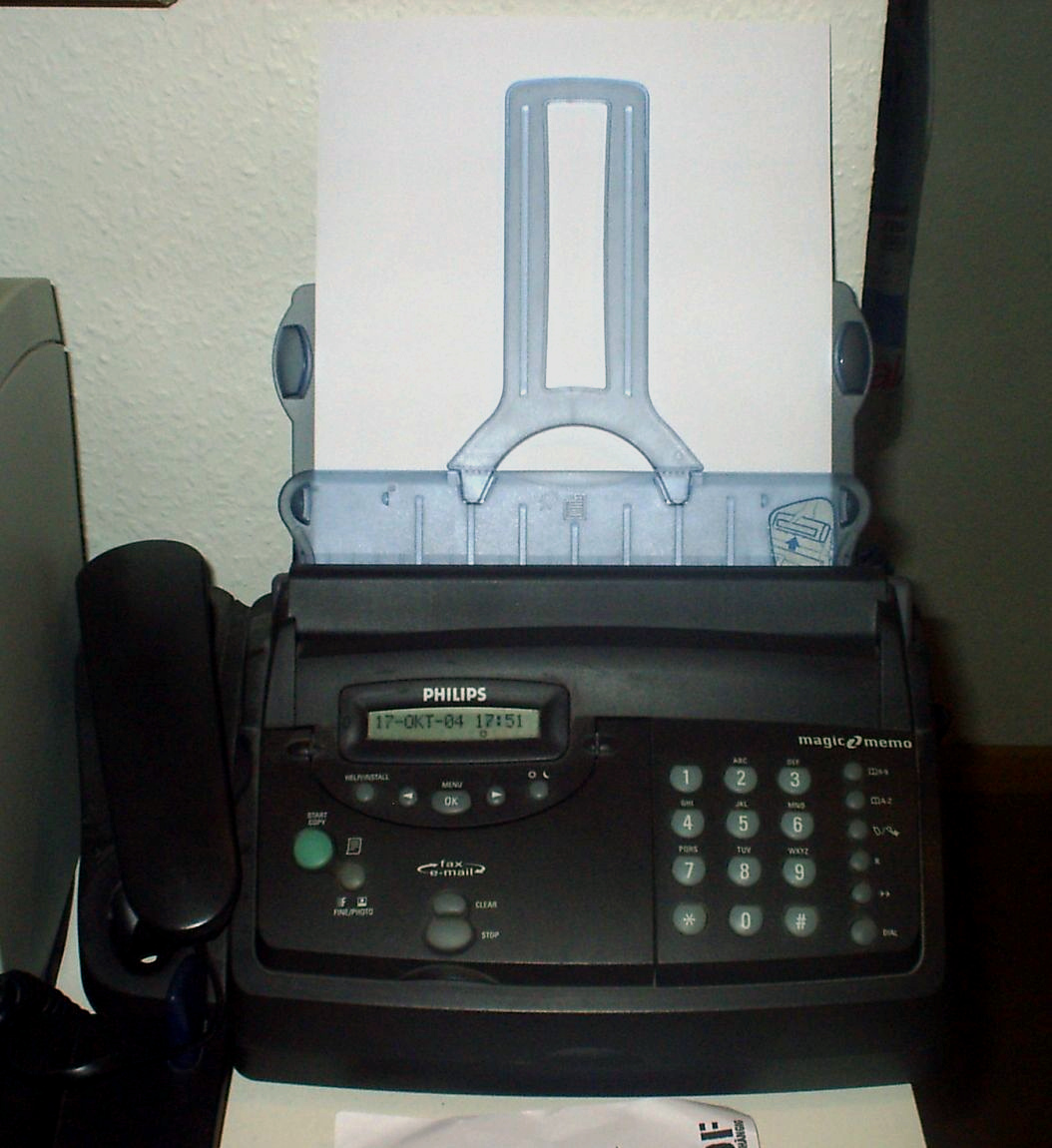
Un terminale telefax

Il fax (o telefax, da facsimile, anche telecopia o telefoto) era un servizio telefonico consistente nella trasmissione di immagini fisse.  
Il fax, per estensione, è anche l'immagine fissa (spesso un testo) inviata e ricevuta. Sempre per estensione il fax è anche l'apparecchio telefonico che invia e riceve l'immagine fissa.

## Storia
L'inventore scozzese Alexander Bain è citato come inventore del primo fax, brevettato nel 1843 e basato su un meccanismo elettromeccanico a pendolo. Nel 1861 fu impiegata per la prima volta una macchina anticipatrice dell'odierno fax, basata sul moto di un pendolo: il Pantelegrafo di Giovanni Caselli.
Nel 1924 un tecnico della Radio Corporation of America (RCA), Richard H. Ranger, inventò il fotoradiogramma senza fili, in grado di trasmettere immagini via radio attraverso l'oceano atlantico. Una foto del presidente Calvin Coolidge divenne la prima immagine trasmessa elettronicamente attraverso l'oceano, tra New York e Londra, nel novembre 1924. Due anni dopo partì il primo servizio commerciale dell'invenzione di Ranger. Un primo sistema telefax moderno, chiamato Hellschreiber, fu inventato nel 1929 da un pioniere della scansione e trasmissione dell'immagine, Rudolf Hell.
Tra gli anni '40 e gli anni '50, la Royal Commission on National Development in the Arts, Letters and Sciences scriveva sul fax, sovrastimando l'impatto di tale tecnologia:
Non saranno più necessarie macchine per la stampa o servizi di distribuzione ed ogni stazione radio potrebbe avviare un proprio quotidiano con una frazione minima degli investimenti necessari per un giornale normale.

La Canadian Daily Newspapers Association ritiene che questa evoluzione attrarrà nuovi elementi nel campo del giornalismo e ogni utente di fax sarà in grado di scegliere di ricevere una delle moltissime testate disponibili, in modo simile a come si sintonizza sui programmi radio.»
Nel 1964 la Xerox Corporation commercializza la macchina per fax chiamata Long Distance Xerography (LDX), che non ebbe comunque molto successo a causa del suo elevato costo e della sua difficoltà di utilizzo. Due anni dopo la stessa azienda mise in commercio il Magnafax, che poteva connettersi a qualunque normale linea telefonica tramite un accoppiatore acustico, trasmettendo o ricevendo documenti della dimensione di una lettera in circa 6 minuti.
La tecnologia del telefax divenne praticabile su larga scala solamente verso la metà degli anni settanta quando le tre tecnologie alla base (scanner, stampante e modem) ebbero raggiunto un sufficiente livello di sviluppo e di economia. Dapprima il sistema ha avuto ampia diffusione in Giappone per il fatto che è più semplice e veloce scrivere gli ideogrammi e spedirli via telefax piuttosto che digitarli su una macchina tipo telex. Successivamente, negli anni ottanta, la tecnologia è divenuta più affidabile e si è diffusa in tutto il mondo. Nel 1985 Hank Magnuski, fondatore della Gammalink, realizzò la prima scheda fax per computer, chiamata Gammafax. Attualmente, sebbene il fax sia ampiamente usato nelle aziende, la sua tecnologia è in progressiva obsolescenza, superata dalle tecnologie di Internet.

## Principio di funzionamento
L'apparecchio telefax è costituito essenzialmente da uno scanner, una stampante e un modem combinati in un sistema specializzato. Lo scanner acquisisce l'immagine da un foglio di carta e lo converte in dati digitali che vengono inviati dal modem lungo la linea telefonica. L'apparecchio ricevente stampa l'immagine ricevuta su carta.
Alcune macchine fax possono essere collegate ad un computer e possono essere usate per digitalizzare, stampare immagini e fare fotocopie: sono i cosiddetti multifunzione. Un computer è in grado di inviare e ricevere fax se dispone di un modem che supporti tale funzione. In questo caso può essere eliminato il passaggio per la carta, in quanto il messaggio ricevuto può essere visto sul monitor e stampato solo se necessario.
Le macchine telefax prodotte fino agli anni novanta utilizzavano stampanti termiche, che stampavano su rotoli di carta sensibilizzata al calore. Successivamente si sono utilizzate stampanti a trasferimento termico, ink-jet e laser che stampano su carta comune in formato A4, la stessa impiegata nelle fotocopiatrici e nelle stampanti laser.
Molti telefax dotati di stampante ink-jet a colori supportano l'invio di fax a colori, ma di frequente ogni produttore utilizza uno standard diverso e la trasmissione a colori è possibile solo tra due macchine della stessa marca. Esiste uno standard per l'invio di fax a colori, chiamato ITU-T30e, ma non è molto diffuso.

## Classi e standard
Le attuali macchine telefax sono in grado di inviare da una a diverse pagine al minuto in bianco e nero (monocromia) ad una risoluzione di 100x200 oppure 200x200 DPI. La velocità è di 14,4 Kilobit per secondo (Kb/s) o superiore. Il formato dei dati trasferiti è chiamato ITU-T (in precedenza CCITT) gruppo 3 o gruppo 4.
La pagina da inviare viene scansionata con una risoluzione di 1728 pixel per linea in orizzontale e 1145 linee per pagina A4. I dati vengono compressi utilizzando una codifica di Huffman ottimizzata per il testo scritto, raggiungendo un fattore di compressione di 20. Una pagina così compressa viene inviata in circa 10 secondi contro i 3 minuti che sarebbero richiesti per l'invio dei dati grezzi alla velocità di 9600 bit/s. La compressione si basa sul fatto che si hanno spesso lunghe sequenze di pixel bianchi o neri consecutivi sulla stessa linea e due linee adiacenti sono a loro volta simili. L'informazione inviata può essere limitata alle sole differenze.
Esistono diverse Classi di telefax, tra cui la Classe 1, la Classe 2 e la Intel CAS. La Classe 2.1 è un potenziamento della Classe 2.0. Inoltre, i fax di Classe 2.1 sono chiamati "Super G3" e sembrano essere leggermente più veloci delle Classi 1/2/2.0.
Sono previste diverse tipologie di modulazione, negoziate durante la prima fase del collegamento (handshake) per ottenere la massima velocità di trasmissione possibile compatibilmente con le condizioni della linea. Solitamente viene tentata dapprima la negoziazione scegliendo tra gli standard supportati da entrambi i lati della connessione quello che garantisce la massima velocità, scendendo poi a velocità via via inferiori (e di conseguenza anche cambiando standard) qualora la qualità della linea si rivelasse non in grado di garantire la corretta ricezione alle velocità più elevate.
| ITU Standard | Data di rilascio | Velocità (bit/s)         | Sistema di modulazione |
| ------------ | ---------------- | ------------------------ | ---------------------- |
| V.27         | 1988             | 4800, 2400               | PSK                    |
| V.29         | 1988             | 9600, 7200, 4800         | QAM                    |
| V.17         | 1991             | 14400, 12000, 9600, 7200 | TCM                    |
| V.34         | 1994             | 28800                    | QAM                    |
| V.34bis      | 1998             | 33600                    | QAM                    |
Il fax "Super Group 3" (Super G3) usa il protocollo V.34bis che permette di raggiungere una velocità pari a 33,6 kBit/s.

## Fax tramite modem analogico
In mancanza di un terminale fax vero e proprio, è possibile sfruttare il modem analogico come terminale fax grazie all'ausilio di programmi fax per modem (Bitware o FaxTalk Communicator, ad esempio) che solitamente sono disponibili nei CD contenenti i driver dei modem. Questi programmi installano nel computer una stampante virtuale, che in realtà non stampa materialmente nulla, ma dirotta i dati verso il modem permettendo l'invio di fax. La convenienza sta nel fatto che, qualora si debba inviare via fax un documento scritto al computer, non occorre stamparlo su carta; è sufficiente infatti utilizzare la stampante virtuale installata. Selezionando da una qualsiasi applicazione (ad esempio un elaboratore di testi) il classico pulsante stampa e scegliendo la stampante virtuale invece della stampante reale, si attiva il programma fax. Dopo aver inserito i dati del destinatario, il software provvede all'invio del fax tramite modem. La qualità è migliore di un fax a carta termica.

## Fax tramite modem ISDN
Coloro che hanno la linea ISDN e un modem ISDN o router connessi al computer, possono sfruttarlo come postazione fax, grazie all'ausilio del programma RVS COM LITE rilasciato in allegato ai driver della periferica ISDN. Grazie a ciò la trasmissione è più veloce e senza problemi.

## Alternative
Una moderna alternativa all'invio del fax è la scansione (vedi scanner) e invio per posta elettronica (e-mail) di file immagine allegati. Questo sistema è più versatile poiché consente di inviare immagini a colori e con la risoluzione desiderata. Il fax tradizionale è ancora impiegato per la sua praticità, specialmente se utilizzato da aziende poco aggiornate sulle tecnologie informatiche. Alcuni apparecchi telefax evoluti sono in grado di scansionare un documento ed inviarlo come allegato di posta elettronica, ed esistono servizi Internet in grado di ricevere fax per conto dell'utente e consegnarli a questo tramite e-mail.
Una alternativa praticabile per chi deve trattare alti volumi di traffico fax, ad esempio le aziende medio-grandi, consiste nell'installazione di server di comunicazione in grado di reindirizzare i fax in arrivo, automaticamente o con minima azione da parte degli incaricati alla gestione, direttamente alla casella e-mail del destinatario, senza fare uso della stampa su carta, consentendo forti risparmi e l'abbattimento dei costi dati dai fax indesiderati (spam), che costituirebbero un dispendio di carta e toner in assoluto. Vi sono diverse società che offrono servizi di fax server on the cloud, più efficienti ed economici dell'apparato fax tradizionale, che permettono la gestione del fax nell'epoca del web 2.0. La tecnologia di ricezione dei fax si è evoluta in questo senso grazie alla diminuzione dei costi per l'immagazzinamento dei dati a partire dagli anni settanta. I server di comunicazione sono in grado di ricevere i messaggi fax e consegnarli in una casella di messaggistica personale, assieme alle e-mail ed ai messaggi vocali. Allo stesso modo sono in grado di ricevere le richieste di invio fax degli utenti ed accodarli automaticamente per l'invio.
Alcuni modelli di faxnet non sono compatibili con il servizio VoIP (voce tramite IP), offerto da alcuni gestori per le telecomunicazioni. Si potrebbe provare a modulare la velocità, nonostante ciò la resa non è paragonabile al vecchio sistema di linea analogico. Tuttavia esistono numerosi servizi online che consentono di ottenere un numero geografico, di un distretto solitamente a propria scelta, che consentono di ricevere i fax presso una casella di posta elettronica. Esistono altresì numerosi servizi di invio tramite Internet. Molti grossi operatori di telefonia offrono questi servizi di base, soprattutto in pacchetti business.